# Calcio ai IV Giochi del Mediterraneo

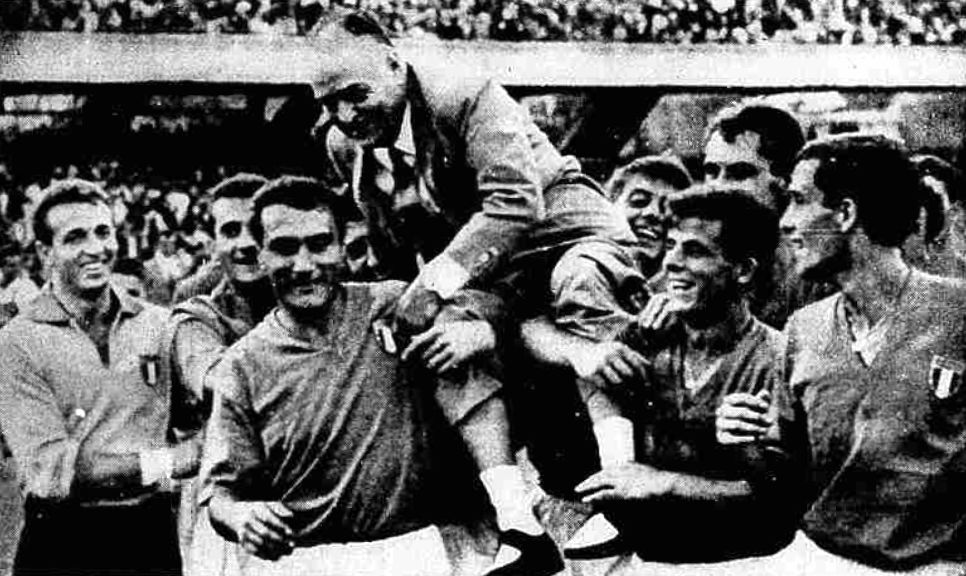
La festa dell'Italia al termine della vittoriosa finale sulla Turchia

Il torneo di calcio ai IV Giochi del Mediterraneo si è svolto dal 18 settembre al 28 settembre 1963.

## Fase a gironi

### Gruppo A
| Gruppo A | Gruppo A | Gruppo A | Gruppo A | Gruppo A | Gruppo A | Gruppo A | Gruppo A | Gruppo A |
| Squadra  | G        | V        | N        | P        | F        | S        | DR       | PT       |
| -------- | -------- | -------- | -------- | -------- | -------- | -------- | -------- | -------- |
| Italia   | 3        | 3        | 0        | 0        | 12       | 1        | +11      | 6        |
| Marocco  | 3        | 2        | 0        | 1        | 3        | 4        | -1       | 4        |
| Tunisia  | 3        | 1        | 0        | 2        | 3        | 4        | -1       | 2        |
| Siria    | 3        | 0        | 0        | 3        | 1        | 10       | -9       | 0        |

| Napoli 21 settembre 1963 | Marocco | 1 – 0 | Siria |  |

| Napoli 21 settembre 1963                   | Italia    | 2 – 0 | Tunisia |  |
| \| \| \| \| \| Ferrario \| Marcatori \| \| |           |       |         |  |
|                                            |           |       |         |  |
| Ferrario                                   | Marcatori |       |         |  |

| Napoli 25 settembre 1963 | Marocco | 1 – 0 | Tunisia |  |

| Napoli 25 settembre 1963                                           | Italia    | 6 – 0 | Siria |  |
| \| \| \| \| \| Volpato Lodetti Ferrario Petroni \| Marcatori \| \| |           |       |       |  |
|                                                                    |           |       |       |  |
| Volpato Lodetti Ferrario Petroni                                   | Marcatori |       |       |  |

| Napoli 27 settembre 1963                                                     | Italia    | 4 – 1   | Marocco |  |
| \| \| \| \| \| Bercellino I Bercellino II Volpato \| Marcatori \| Mohamed \| |           |         |         |  |
|                                                                              |           |         |         |  |
| Bercellino I Bercellino II Volpato                                           | Marcatori | Mohamed |         |  |

| Napoli 27 settembre 1963 | Tunisia | 3 – 1 | Siria |  |

### Gruppo B
| Gruppo B         | Gruppo B | Gruppo B | Gruppo B | Gruppo B | Gruppo B | Gruppo B | Gruppo B | Gruppo B |
| Squadra          | G        | V        | N        | P        | F        | S        | DR       | PT       |
| ---------------- | -------- | -------- | -------- | -------- | -------- | -------- | -------- | -------- |
| Turchia          | 4        | 3        | 1        | 0        | 12       | 4        | +8       | 7        |
| Spagna           | 4        | 2        | 2        | 0        | 13       | 4        | +9       | 6        |
| Rep. Araba Unita | 4        | 2        | 1        | 1        | 10       | 8        | +2       | 5        |
| Libano           | 4        | 1        | 0        | 3        | 2        | 7        | -5       | 2        |
| Malta            | 4        | 0        | 0        | 4        | 4        | 18       | -14      | 0        |

| Salerno 18 settembre 1963 | Spagna | 1 – 1 | Rep. Araba Unita |  |

| Napoli 19 settembre 1963 | Turchia | 3 – 1 | Rep. Araba Unita |  |

| Caserta 20 settembre 1963 | Malta | 4 – 6 | Rep. Araba Unita |  |

| Benevento 20 settembre 1963 | Spagna | 1 – 0 | Libano |  |

| Caserta 21 settembre 1963 | Turchia | 4 – 0 | Libano |  |

| Napoli 24 settembre 1963 | Libano | 2 – 0 | Malta |  |

| Napoli 24 settembre 1963 | Turchia | 3 – 3 | Spagna |  |

| Napoli 25 settembre 1963 | Turchia | 2 – 0 | Malta |  |

| Napoli 26 settembre 1963 | Rep. Araba Unita | 2 – 0 | Libano |  |

| Napoli 26 settembre 1963 | Malta | 0 – 8 | Spagna |  |

## Finali

### Finale 3/4º posto
| Napoli 28 settembre 1963 | Spagna | 2 – 1 | Marocco |  |

### Finale
| Napoli 29 settembre 1963                                             | Italia    | 3 – 0 | Turchia |  |
| \| \| \| \| \| Giannini 9’ Bercellino II 33’, 43’ \| Marcatori \| \| |           |       |         |  |
|                                                                      |           |       |         |  |
| Giannini 9’ Bercellino II 33’, 43’                                   | Marcatori |       |         |  |

## Medagliere
| Posizione | Paese   |
| --------- | ------- |
|           | Italia  |
|           | Turchia |
|           | Spagna  |
| 4         | Marocco |